# Miagrammopes gravelyi
Miagrammopes gravelyi är en spindelart som beskrevs av Benoy Krishna Tikader 1971. Miagrammopes gravelyi ingår i släktet Miagrammopes och familjen krusnätsspindlar. Inga underarter finns listade i Catalogue of Life.